# Kvinderådet
Kvinderådet, tidigare Dansk Kvinderaad (1899–1905) och Danske Kvinders Nationalråd (DKN) (1905–1999), är en dansk paraplyorganisation för kvinnoorganisationer som upprättades 1899 som en avdelning av International Council of Women. År 1999 hade DKN med sina medlemsorganisationer ett samlat medlemsantal på runt en miljon.
Organisationens uttalade mål är att tillvarata kvinnors ekonomiska, sociala och kulturella rättigheter. Den är en medlemsorganisation av Danmarks Fredsråd.

## Historia
År 1934 upprättade DKN en underavdelning, Danske Kvinders Erhvervsraad, på initiativ av feministen Anna Westergaard. Denna avdelning höll ett vakande öga på könsdiskriminering och motarbetade bl.a. kommuner och privata arbetsgivare som lovade män högre löner, vilket var i strid med lagen om lika löner från 1919. Man värnade även om gifta kvinnors rätt att få stanna på arbetsmarknaden.
Tillsammans med Kvindernes Internationale Liga for Fred og Frihed (KILFF) och Jødisk Kvindeforening utformade DKN, med Kirsten Gloerfelt-Tarp i spetsen, ett initiativ som skulle få judiska barn till Danmark för att de skulle undgå Nazitysklands judeförföljelser. I sin första ansökan till det danska justitieministeriet efterfrågade man uppehållstillstånd för tusen barn. Planen var att det skulle finnas hem som kunde husa dem under uppehållet i Danmark, innan de kunde emigrera till Brittiska Palestinamandatet. Vid denna tidpunkt hade den danska regeringen stängt gränsen för judiska flyktingar och var inte villig att göra några undantag. Myndigheterna som behandlade ansökningen föreslog regeringen att den skulle ge avslag, vilket också blev fallet. Regeringen var endast villig att ta emot ett mindre antal judiska barn som på förhand hade tilldelats uppehållstillstånd i andra länder. På det viset ville man försäkra sig om att barnen endast stannade tillfälligt i Danmark.
Kvinnoorganisationerna lämnade in en ny ansökan, och den här gången rörde det sig om 25 polska och statslösa barn vars familjer hade blivit utvisade från Tyskland och deporterade till Polen. Denna gång godkände regeringen kvinnoorganisationernas ansökan och under sommaren 1939 anlände barnen till Danmark. KILFF stod för utplaceringen av barnen medan DKN stod för finansieringen. Man ansökte ännu en gång om att få ta emot c:a 1000 barn, men justitieministeriet gav endast klartecken till 300. I allt lyckades man ta in 320 judiska barn i Danmark. I mars 1940 utplacerades barnen på landsbygden för att avleda uppmärksamheten från de danska judarna och förhindra ökad antisemitism hos befolkningen. Planerna på att låta barnen emigrera till Palestina skrinlades efter att Danmark blev ockuperat av Nazityskland i april 1940. 43 barn blev deporterade till koncentrationslägret Theresienstadt och de övriga transporterades till Sverige eller lyckades ta sig till Palestina.
Efter att det danska socialministeriets departementschef, Hans Henrik Kock, gjort ett besök i Stockholm 1944 för att se hur man i Sverige organiserade krigshjälpen. Han kom här i kontakt med den svenska avdelningen av Save the Children (Rädda Barnen) och blev imponerad av organisationens arbete. Vid sin hemkomst tog han därmed kontakt med DKN och bad dem att upprätta en dansk avdelning till av Save the Children. DKN:s ordförande, Kirsten Gloerfelt-Tarp, tillsatte ett utskott med representanter från Kvindeligt Arbejderforbund, Danske Kvinders Beredskab, Danske Kvinders Samfundstjeneste samt DKN för att ta sig an uppgiften. Den 15 mars 1945 bildades Red Barnet med Gloerfelt-Tarp som ordförande för dess landskommitté och Valborg Hammerich som ordförande för organisationens arbetsutskott.
Tillsammans med representanter från fackföreningsrörelsen, arbetsgivarorganisationer och andra blev DKN representerat i Ligestillingsrådet (sv. jämställdhetsrådet) 1978–2000, vilket stod under Statsministeriet.

## Medlemsorganisationer
År 2006 var följande organisationer anslutna till Kvinderådet:
- Afghansk Kvindeforening i Danmark
- Arkitektforbundet, Ligestillingsudvalget
- BUPL - Forbundet for pædagoger og klubfolk
- Danmissionens Kvindeudvalg
- Danmarks Katolske Kvindeforbund
- Dansk Journalistforbund, DJ
- Dansk Magisterforenings Ligestillingsråd
- Dansk Sygeplejeråd
- Danske Baptisters Kvindeforbund
- Danske Kvindelige Lægers Forening
- De Grønlandske Kvindeforeningers Sammenslutning
- De Grønne Pigespejdere, KFUK
- Den Irakiske Kvindeforening i Danmark
- Det Konservative Folkepartis Kvindeudvalg
- Det Radikale Venstres Ligeretsudvalg
- Enhedslistens Kvindeudvalg
- Faglig Fælles Forbund - 3F
- Foreningen af Offentligt Ansatte, FOA
- Foreningen af Erhvervskvinder
- Foreningen for Kønsforskning i Danmark
- Foreningen af Selvstændige Medarbejdende Kvinder
- Foreningen mod Pigeomskæring
- Foreningen Sex og Samfund
- Formidlerne
- Frelsens Hærs Kvindekreds
- Gymnasieskolernes Lærerforenings Ligestillingsudvalg
- Handels- og Kontorfunktionærernes Forbund, HK
- Ingeniørforeningen i Danmark, IDA
- Jordemoderforeningen
- KFUKs Sociale Arbejde
- Kost- og Ernæringsforbundet
- Kurdisk Kvinde Forening
- Kvindelige Akademikere
- Kvindelige Kunstneres Samfund
- Kvindeligt Selskab
- Kvindemuseet i Danmark
- Kvinder i Musik
- Kvinder med Handicap
- Kvindernes Internationale Liga for Fred og Frihed
- Landsorganisationen af Krisecentre, LOKK
- OASIS, Behandling og rådgivning for flygtninge
- Red Barnet
- Socialistisk Folkepartis Ligestillingsudvalg
- Socialdemokratiets Ligestillingsudvalg
- Socialpædagogernes Landsforbund, SL
- Soroptimist International, Danmarks Unionen
- Venstre
- Women’s International Zionist Organisation, WIZO
- Zonta International, Area Denmark

## Ordförande
- Ida Falbe-Hansen, 1899–1906 (på grund av långvarig sjukdom fungerade dock Charlotte Norrie som hennes ersättare)
- Charlotte Norrie, 1906–1909
- Astrid Paludan-Müller, 1909–1913
- Henni Forchhammer, 1913–1931
- Kirsten Gloerfelt-Tarp, 1931–1946
- Bodil Begtrup, 1946–1949
- Helga Pedersen, 1949–1950
- Grethe Forchhammer, 1950–1951
- Else-Merete Ross, 1951–1962
- Gudrun Refslund Thomsen, 1962–1967
- Edele Kruchow, 1967–1972
- Karen Ytting, 1972–1976
- Hanne Søndergaard, 1976–1978
- Karen Ytting, 1978–1987
- Jytte Lindgård, 1987–1996
- Inge Skjoldager, 1996–2004
- Randi Iversen, 2004–